# الوند (خرمدره)
الوند (خرمدره)، روستایی از توابع بخش مرکزی شهرستان خرمدره در استان زنجان، ایران است. این روستا در دهستان الوند قرار دارد. ارتفاع این روستا از سطح دریا ۱۸۳۹ متر است.

## جمعیت
این روستا در دهستان الوند قرار دارد و براساس سرشماری مرکز آمار ایران درسال۱۳۹۵، دارای ۳۸۰ نفر جمعیت معادل ۱۲۶ خانوار بوده است.